# Sønder Højrup Kirke
Sønder Højrup Kirke er en kirke i landsbyen Sønder Højrup lige øst for Svendborgmotorvejen, syd for Årslev på Fyn.
- Kirkerummet
- Altertavlen